# Phare de Bokö
Le phare de Bokö (en suédois : Bokö fyr) est un petit phare situé sur l'île d'Oxnö de l'archipel de Trosa, une petite île appartenant à la commune de Trosa, dans le Comté de Södermanland (Suède).
Le phare de Bokö est inscrit au répertoire des sites et monuments historiques par la Direction nationale du patrimoine de Suède.

## Histoire
Ce petit phare a été construit en 1867 sur l'île de Bokö, devant la résidence en bois du gardien. À l'origine il fonctionnait avec une lampe à huile. En 1892, la grande lanterne métallique a remplacé le premier feu.
En 1941, le feu a été équipé avec une lampe AGA de fabrication Gustaf Dalén et il est devenu automatique. Il est maintenant alimenté par panneaux solaires.

## Description
Le phare  est une lanterne cylindrique en tôle de 4 mètres de haut. Elle est peinte entièrement en blanc. Son feu isophase émet, à une hauteur focale de 5 mètres, deux longs éclats (blanc, rouge et vert) selon différents secteurs toutes les 4 secondes. Sa portée nominale est de 6.2 milles nautiques (environ 11 km).
Identifiant : ARLHS : SWE-099 ; SV-4304 - Amirauté : C6720 - NGA : 8884 .

## Caractéristique dufeu maritime
Fréquence : 4 secondes (W-R-V)
- Lumière : 2 secondes
- Obscurité : 2 secondes

### Lien connexe
- Liste des phares de Suède